# Мар'ївка (Покровський район)
Ма́р'ївка — село Шахівської сільської громаді Покровського району Донецької області, в Україні.

## Жертви сталінських репресій
- Нестеренко Іван Кирилович, 1907 року народження, с. Вікторівка Добропільського району Донецької області, українець, освіта початкова, безпартійний. Проживав: с. Мар'ївка Добропільського району Сталінської (Донецької) області. Не працював. Заарештований 10 серпня 1948 року. Особливою нарадою при МДБ СРСР засуджений на 10 років ВТТ. Реабілітований у 1956 році.
- Чижан Петро Карлович, 1890 року народження, с. Мар'ївка Добропільського району Донецької області, німець, освіта початкова, безпартійний. Проживав: с. Юрівка Добропольського району Сталінської (Донецької) області. Робітник колгоспу «Праця Білоруса». Заарештований 7 вересня 1941 року. Даних про вирок немає. Реабілітований у 1965 році.